# Proceedings of the Biological Society of Washington
Proceedings of the Biological Society of Washington is een aan collegiale toetsing onderworpen wetenschappelijk tijdschrift op het gebied van de biologie, met nadruk op de taxonomie van eukaryoten.
De naam wordt in literatuurverwijzingen meestal afgekort tot Proc. Biol. Soc. Wash.
Het wordt uitgegeven door de Biological Society of Washington en verschijnt 4 keer per jaar.